# Thomas Fritsch (kompozytor)
Thomas Fritsch, też Frizsch, Fricz, zwany Fritschius (ochrz. 25 sierpnia 1563 w Görlitz, zm. 27 marca 1619 we Wrocławiu)  – niemiecki kompozytor przełomu renesansu i baroku, duchowny katolicki. 
Był synem lekarza miejskiego, również Thomasa Fritscha. W Görlitz studiował muzykę prawdopodobnie u kantora Johanna Winklera . Możliwe, że początkowo przebywał w którymś z czeskich klasztorów. W źródłach jest określany jako "kawaler Krzyża z czerwoną gwiazdą przy św. Macieju we Wrocławiu" (Kreuzherr mit dem roten Stern zu Sankt Matthias in Breslau), co wskazywałoby na jego związek z zakonem Krzyżowców z Czerwoną Gwiazdą, do którego należał wrocławski Kościół św. Macieja. 
Komponował utwory religijne do tekstów łacińskich i niemieckich . Na jego twórczość wpłynęła sztuka muzyczna Orlanda di Lasso i szkoły weneckiej.